# تبدیل لاپلاس

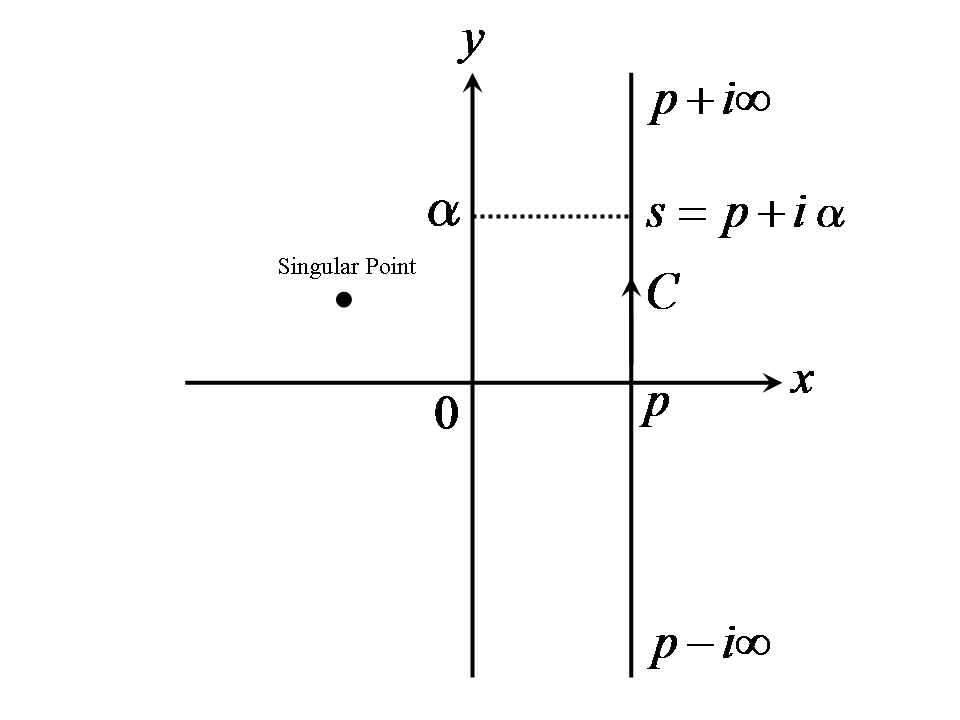
تبدیل لاپلاس

تبدیل لاپلاس (به انگلیسی: Laplace transform) در ریاضیات یک تبدیل انتگرالی است که بسیار پرکاربرد است. تبدیل لاپلاس با نماد {\displaystyle \displaystyle {\mathcal {L}}\left\{f(t)\right\}} در واقع عملگری خطی از تابع (f (t با آرگومان حقیقی (t (t ≥ ۰ به تابع (F (s با آرگومان مختلط s است. در بسیاری از کاربردهای عملی، این تبدیل به صورت دوسویه عمل می‌کند. ویژگی مهم این تبدیل آن است که بسیاری از رابطه‌ها و تغییراتی که بر روی تابع اصلی (f (t برقرار هستند، در تبدیل یافتهٔ آن (F (s نیز با رابطه‌ای ساده و منطقی برقرار‌اند.
این تبدیل به افتخار پیر لاپلاس یعنی کسی که آن را در یکی از کارهایش بر روی نظریهٔ احتمالات معرفی کرده بود، تبدیل لاپلاس گذاشته شده‌ است.
تبدیل لاپلاس شبیه به تبدیل یا تبدیل فوریه است با این تفاوت که تبدیل فوریه یک تابع را به حالت‌های ارتعاشی‌اش تجزیه می‌کند ولی تبدیل لاپلاس آن را به momentهایش تجزیه می‌کند. تبدیل‌های لاپلاس و فوریه هر دو برای حل معادله‌های دیفرانسیلی و انتگرالی کاربرد دارند. در فیزیک و مهندسی از این تبدیل برای تحلیل سامانهٔ نامتغیرهای خطی زمان مانند مدارهای الکتریکی، ابزارهای نوری، و سامانه‌های مکانیکی استفاده می‌شود. در بیشتر موارد، تبدیل لاپلاس برای تبدیل سامانه‌هایی با ورودی و خروجی وابسته به زمان به سامانه‌ای وابسته به بسامد زاویه‌ای مختلط با یکای رادیان بر واحد زمان است. به عبارت دیگر، اگر سامانه‌ای را در نظر بگیریم که توصیف ریاضی یا تابع ورودی و خروجی آن را داشته باشیم، تبدیل لاپلاس آن به ما کمک می‌کند تا تابع جایگزینی را پیدا کنیم که تحلیل رفتار این تابع را آسان‌تر می‌کند.
روش تبدیل لاپلاس، روش عملیاتی است که می‌تواند در حل معادلات دیفرانسیل خطی سودمند باشد. به کمک تبدیل‌های لاپلاس می‌توان بسیاری از توابع متداول نظیر توابع سینوسی، توابع سینوسی میرا، و توابع نمایی را به توابع جبری با یک متغیر مختلط تبدیل کرد . عملیات جبری در صفحات مختلط می‌توانند جای عملیاتی مانند مشتق‌گیری و انتگرال‌گیری را بگیرند . از این رو یک معادله دیفرانسیل خطی را می‌توان به یک معادله جبری با یک متغیر مختلط تبدیل کرد . آنگاه جواب معادله دیفرانسیل را می‌توان به کمک جدول تبدیل لاپلاس یا روش تجزیه به کسرهای ساده بدست آورد .
یکی از مزایای روش تبدیل لاپلاس در این است که استفاده از روش‌های ترسیمی برای پیش‌بینی عملکرد سیستم را بدون حل واقعی معادلات دیفرانسیل سیستم میسر می‌سازد . مزیت دیگر آن در این است که با حل معادله دیفرانسیل، می‌توان هر دو مؤلفه گذرا و حالت ماندگار جواب را یکجا بدست آورد .

## پیشینه
تبدیل لاپلاس به بزرگداشت ریاضی‌دان و ستاره‌شناس فرانسوی پیر لاپلاس نامگذاری شده‌است. او اولین بار از این تبدیل در یکی از کارهایش بر روی نظریهٔ احتمالات استفاده کرد. از سال ۱۷۴۴ لئونارد اویلر شروع به تحقیق دربارهٔ انتگرال‌هایی با فرم زیر کرد:
{\displaystyle z=\int X(x)e^{ax}\,dx\quad {\text{ and}}\quad z=\int X(x)x^{A}\,dx}
او از این تبدیل برای حل معادله‌های دیفرانسیل استفاده کرد ولی بیش از آن در این زمینه پیگیری نکرد. ژوزف لویی لاگرانژ از کسانی بود که از اویلر تأثیر گرفته‌اند، او در مطالعاتش بر روی انتگرال‌گیری از تابع چگالی احتمال رابطه‌هایی با شکل زیر را به دست آورد:
{\displaystyle \int X(x)e^{-ax}a^{x}\,dx,}
برخی تاریخ نگاران امروزی از آن با نام نظریهٔ تبدیل نوین لاپلاس (به انگلیسی: modern Laplace transform theory) یاد کرده‌اند.
به نظر می‌رسد این گونه انتگرال‌ها اولین بار در سال ۱۷۸۲ مورد توجه لاپلاس قرار گرفته‌اند. در آن دوران، او تلاش می‌کرد تا مانند اویلر از خود انتگرال‌ها به عنوان راه حل معادله‌ها استفاده کند.. وی در سال ۱۷۸۵ گام اصلی را به جلو برداشت و به جای این که تنها به دنبال به دست آوردن یک جواب انتگرالی باشد سعی کرد بر روی خود تبدیل، تغییرهای لازم را بدهد. او ابتدا از انتگرالی با شکل زیر استفاده کرد:
{\displaystyle \int x^{s}\phi (x)\,dx,}

## تعریف
تبدیل لاپلاس تابع (f (t در مجموعهٔ اعداد حقیقی برای t ≥ ۰ تابع (F (s است که به صورت زیر تعریف می‌شود:
{\displaystyle F(s)={\mathcal {L}}\left\{f(t)\right\}=\int _{0}^{\infty }e^{-st}f(t)\,dt.}
پارامتر s عددی مختلط است که:
{\displaystyle s=\sigma +i\omega ,\,} با σ و ω حقیقی.

## تبدیل لاپلاس دو طرفه
این تبدیل روی تابع‌هایی که روی کل {\displaystyle R} تعریف شده‌اند اعمال می‌شود و به صورت زیر است:
{\displaystyle F(s)={\mathcal {L}}\left\{f(t)\right\}=\int _{-\infty }^{\infty }e^{-st}f(t)\,dt}

## حل انتگرال های معین ناسره با کمک لاپلاس
از دیگر خواص لاپلاس میتوان به انتگرال های ناسره معین که به صورت نا معین بدون جواب و غیر قابل حل هستند را نیز محاسبه کرد ، بر اساس رابطه زیر داریم :
{\displaystyle \textstyle \int _{0}^{\infty }\displaystyle \left({\frac {f(x)}{x}}\right)dx=\textstyle \int _{0}^{\infty }F(s)ds}

## ویژگی‌های تبدیل لاپلاس
|                       | حوزه زمان                                                        | حوزه s | توضیح |
| --------------------- | ---------------------------------------------------------------- | --- | --- |
| رابطه خطی             | {\displaystyle af(t)+bg(t)\ }                                    | {\displaystyle aF(s)+bG(s)\ }                                                                                | Can be proved using basic rules of integration. |
| مشتق دامنه-فرکانس     | {\displaystyle tf(t)\ }                                          | {\displaystyle -F'(s)\ }                                                                                     | F′ is the first derivative of F with respect to s. |
| مشتق کلی دامنه فرکانس | {\displaystyle t^{n}f(t)\ }                                      | {\displaystyle (-1)^{n}F^{(n)}(s)\ }                                                                         | More general form, nth derivative of F(s). |
| مشتق                  | {\displaystyle f'(t)\ }                                          | {\displaystyle sF(s)-f(0^{+})\ }                                                                             | f is assumed to be a differentiable function, and its derivative is assumed to be of exponential type. This can then be obtained by integration by parts   |
| مشتق دوم              | {\displaystyle f''(t)\ }                                         | {\displaystyle s^{2}F(s)-sf(0^{+})-f'(0^{+})\ }                                                              | f is assumed twice differentiable and the second derivative to be of exponential type. Follows by applying the Differentiation property to f′(t).          |
| مشتق کلی              | {\displaystyle f^{(n)}(t)\ }                                     | {\displaystyle s^{n}F(s)-\sum _{k=1}^{n}s^{n-k}f^{(k-1)}(0^{+})\ }                                           | f is assumed to be n-times differentiable, with nth derivative of exponential type. Follows by mathematical induction.                                     |
| انتگرال دامنه فرکانس  | {\displaystyle {\frac {1}{t}}f(t)\ }                             | {\displaystyle \int _{s}^{\infty }F(\sigma )\,d\sigma \ }                                                    | This is deduced using the nature of frequency differentiation and conditional convergence.                                                                 |
| مشتق دامنه زمانی      | {\displaystyle \int _{0}^{t}f(\tau )\,d\tau =(u*f)(t)}           | {\displaystyle {1 \over s}F(s)}                                                                              | u(t) is the Heaviside step function and (u ∗ f)(t) is the convolution of u(t) and f(t).                                                                    |
| جابجایی فرکانس        | {\displaystyle e^{at}f(t)\ }                                     | {\displaystyle F(s-a)\ }                                                                                     | |
| جابجایی زمان          | {\displaystyle f(t-a)u(t-a)\ }                                   | {\displaystyle e^{-as}F(s)\ }                                                                                | u(t) is the Heaviside step function |
| تغییر مقیاس زمانی     | {\displaystyle f(at)}                                            | {\displaystyle {\frac {1}{a}}F\left({s \over a}\right)}                                                      | {\displaystyle a>0\ } |
| ضرب                   | {\displaystyle f(t)g(t)}                                         | {\displaystyle {\frac {1}{2\pi i}}\lim _{T\to \infty }\int _{c-iT}^{c+iT}F(\sigma )G(s-\sigma )\,d\sigma \ } | The integration is done along the vertical line Re(σ) = c that lies entirely within the region of convergence of F.                                        |
| کانولوشن              | {\displaystyle (f*g)(t)=\int _{0}^{t}f(\tau )g(t-\tau )\,d\tau } | {\displaystyle F(s)\cdot G(s)\ }                                                                             | |
| مزدوج مختلط           | {\displaystyle f^{*}(t)}                                         | {\displaystyle F^{*}(s^{*})}                                                                                 | |
| همبستگی-متقابل        | {\displaystyle f(t)\star g(t)}                                   | {\displaystyle F^{*}(-s^{*})\cdot G(s)}                                                                      | |
| تابع متناوب           | {\displaystyle f(t)}                                             | {\displaystyle {1 \over 1-e^{-Ts}}\int _{0}^{T}e^{-st}f(t)\,dt}                                              | f(t) is a periodic function of period T so that f(t) = f(t + T), for all t ≥ 0. This is the result of the time shifting property and the geometric series. |

## تبدیل لاپلاس‌های پرکاربرد
| تابع | حوزه زمان {\displaystyle f(t)={\mathcal {L}}^{-1}\{F(s)\}} | Laplace s-حوزه {\displaystyle F(s)={\mathcal {L}}\{f(t)\}}                                                       | ناحیه تبدیل          | منبع                                                         |
| --- | --- | --- | -------------------- | ------------------------------------------------------------ |
| ضربه واحد | {\displaystyle \delta (t)\ } | {\displaystyle 1}                                                                                                | all s                | inspection                                                   |
| ضربه تأخیر دار | {\displaystyle \delta (t-\tau )\ } | {\displaystyle e^{-\tau s}\ }                                                                                    |                      | time shift of unit impulse                                   |
| مشتق n ام ضربه | {\displaystyle \delta ^{n}} | {\displaystyle s^{n}}                                                                                            | تمام S های جز دامنه  | Derivative of n th of Dirac delta                            |
| پله واحد | {\displaystyle u(t)\ } | {\displaystyle {1 \over s}}                                                                                      | Re(s) > 0            | integrate unit impulse                                       |
| تابع پله ای تأخیر دار | {\displaystyle u(t-\tau )\ } | {\displaystyle {\frac {1}{s}}e^{-\tau s}}                                                                        | Re(s) > 0            | time shift of unit step                                      |
| شیب | {\displaystyle t\cdot u(t)\ } | {\displaystyle {\frac {1}{s^{2}}}}                                                                               | Re(s) > 0            | integrate unit impulse twice                                 |
| nth power (for integer n) | {\displaystyle t^{n}\cdot u(t)} | {\displaystyle {n! \over s^{n+1}}}                                                                               | Re(s) > 0 (n > −۱)   | Integrate unit step n times                                  |
| qth power (for complex q) | {\displaystyle t^{q}\cdot u(t)} | {\displaystyle {\Gamma (q+1) \over s^{q+1}}}                                                                     | Re(s) > 0 Re(q) > −۱ | [ ۷ ] [ ۸ ]                                                  |
| nth root | {\displaystyle {\sqrt[{n}]{t}}\cdot u(t)} | {\displaystyle {1 \over s^{{\frac {1}{n}}+1}}\Gamma \left({\frac {1}{n}}+1\right)}                               | Re(s) > 0            | Set q = 1/n above.                                           |
| nth power with frequency shift | {\displaystyle t^{n}e^{-\alpha t}\cdot u(t)} | {\displaystyle {\frac {n!}{(s+\alpha )^{n+1}}}}                                                                  | Re(s) > −α           | Integrate unit step, apply frequency shift                   |
| delayed nth power with frequency shift | {\displaystyle (t-\tau )^{n}e^{-\alpha (t-\tau )}\cdot u(t-\tau )} | {\displaystyle {\frac {n!\cdot e^{-\tau s}}{(s+\alpha )^{n+1}}}}                                                 | Re(s) > −α           | Integrate unit step, apply frequency shift, apply time shift |
| exponential decay | {\displaystyle e^{-\alpha t}\cdot u(t)} | {\displaystyle {1 \over s+\alpha }}                                                                              | Re(s) > −α           | Frequency shift of unit step                                 |
| two-sided exponential decay (only for bilateral transform) | {\displaystyle e^{-\alpha \|t\|}\ } | {\displaystyle {2\alpha \over \alpha ^{2}-s^{2}}}                                                                | −α < Re(s) < α       | Frequency shift of unit step                                 |
| رهیافت نمایی | {\displaystyle (1-e^{-\alpha t})\cdot u(t)\ } | {\displaystyle {\frac {\alpha }{s(s+\alpha )}}}                                                                  | Re(s) > 0            | Unit step minus exponential decay                            |
| سینوس | {\displaystyle \sin(\omega t)\cdot u(t)\ } | {\displaystyle {\omega \over s^{2}+\omega ^{2}}}                                                                 | Re(s) > 0            | (Bracewell 1978، ص. ۲۲۷)                                     |
| کسینوس | {\displaystyle \cos(\omega t)\cdot u(t)\ } | {\displaystyle {s \over s^{2}+\omega ^{2}}}                                                                      | Re(s) > 0            | (Bracewell 1978، ص. ۲۲۷)                                     |
| سینوس هذلولوی | {\displaystyle \sinh(\alpha t)\cdot u(t)\ } | {\displaystyle {\alpha \over s^{2}-\alpha ^{2}}}                                                                 | Re(s) > \|α\|        | (Williams 1973، ص. ۸۸)                                       |
| کسینوس هذلولوی | {\displaystyle \cosh(\alpha t)\cdot u(t)\ } | {\displaystyle {s \over s^{2}-\alpha ^{2}}}                                                                      | Re(s) > \|α\|        | (Williams 1973، ص. ۸۸)                                       |
| exponentially decaying sine wave | {\displaystyle e^{-\alpha t}\sin(\omega t)\cdot u(t)\ } | {\displaystyle {\omega \over (s+\alpha )^{2}+\omega ^{2}}}                                                       | Re(s) > −α           | (Bracewell 1978، ص. ۲۲۷)                                     |
| exponentially decaying cosine wave | {\displaystyle e^{-\alpha t}\cos(\omega t)\cdot u(t)\ } | {\displaystyle {s+\alpha \over (s+\alpha )^{2}+\omega ^{2}}}                                                     | Re(s) > −α           | (Bracewell 1978، ص. ۲۲۷)                                     |
| لگاریتم طبیعی | {\displaystyle \ln(t)\cdot u(t)} | {\displaystyle -{1 \over s}\,\left[\ln(s)+\gamma \right]}                                                        | Re(s) > 0            | (Williams 1973، ص. ۸۸)                                       |
| Bessel function of the first kind, of order n | {\displaystyle J_{n}(\omega t)\cdot u(t)} | {\displaystyle {\frac {\left({\sqrt {s^{2}+\omega ^{2}}}-s\right)^{n}}{\omega ^{n}{\sqrt {s^{2}+\omega ^{2}}}}}} | Re(s) > 0 (n > −۱)   | (Williams 1973، ص. ۸۹)                                       |
| تابع خطا | {\displaystyle \operatorname {erf} (t)\cdot u(t)} | {\displaystyle {\frac {1}{s}}e^{(1/4)s^{2}}\left(1-\operatorname {erf} {\frac {s}{2}}\right)}                    | Re(s) > 0            | (Williams 1973، ص. ۸۹)                                       |
| Explanatory notes: \| - u(t) represents the Heaviside step function. - δ represents the Dirac delta function. - Γ(z) represents the Gamma function. - γ is the Euler–Mascheroni constant. \| - t, a real number, typically represents time, although it can represent any independent dimension. - s is the complex frequency domain parameter, and Re(s) is its real part. - α, β, τ, and ω are real numbers. - n is an integer. \| | | |                      |                                                              |
| - u(t) represents the Heaviside step function. - δ represents the Dirac delta function. - Γ(z) represents the Gamma function. - γ is the Euler–Mascheroni constant. | - t, a real number, typically represents time, although it can represent any independent dimension. - s is the complex frequency domain parameter, and Re(s) is its real part. - α, β, τ, and ω are real numbers. - n is an integer. | |                      |                                                              |

### نوین
- Korn, G.A.; Korn, T.M. (1967), Mathematical Handbook for Scientists and Engineers (2nd ed.), McGraw-Hill Companies, ISBN 0-0703-5370-0.

### تاریخی
- Euler, L. (1744), "De constructione aequationum", Opera omnia, 1st series, 22: 150–161.
- Euler, L. (1753), "Methodus aequationes differentiales", Opera omnia, 1st series, 22: 181–213.
- Euler, L. (1769), "Institutiones calculi integralis, Volume 2", Opera omnia, 1st series, 12، Chapters 3–5.
- Grattan-Guinness, I (1997), "Laplace's integral solutions to partial differential equations",  in Gillispie, C. C. (ed.), Pierre Simon Laplace 1749–1827: A Life in Exact Science, Princeton: Princeton University Press, ISBN 0-691-01185-0.
- Lagrange, J. L. (1773), Mémoire sur l'utilité de la méthode, Œuvres de Lagrange, vol. 2, pp. 171–234.